# Наполеоновский цикл Лермонтова
Наполеоновский цикл — выделяемый литературоведами в поэзии Лермонтова цикл стихотворений, связанный с Наполеоном Бонапартом . Делится на две тематики. Первая — Наполеон как человек и миф: «Наполеон» (1829), «Наполеон. Дума» (1830), «Эпитафия Наполеона» (1830), «Не говори, одним высоким…» (1830), «Святая Елена» (1831), «Воздушный корабль» (1840), «Последнее новоселье» (1841). Вторая — победа над наполеоновской армией в Отечественной войне 1812: «Поле Бородина» (1831), «Два великана» (1832), «Бородино» (1837).
Регулярное обращение к тематике взлётов и падения Наполеона характерно для творчества поэта с юношеских лет до гибели. Иногда эти произведения были вызваны внешними событиями (десять лет смерти императора, годовщина Бородинского сражения), иногда — глубокими личными переживаниями. Литературоведы неоднократно отмечали свойственную Лермонтову тоску по героическим свершениям, которая во многом питала увлечённость поэта личностью такого масштаба.

## Комментарии
1. ↑  Как в рукописях поэта, так и в изданном при жизни сборнике стихов, какие-либо признаки авторской циклизации этих произведений отсутствуют.